# Lijst van coaches van het Macedonisch voetbalelftal (mannen)
Dit is een lijst van bondscoaches van het Macedonisch voetbalelftal mannen.

## Bondscoaches
| Naam                 | Land van herkomst | Begin periode    | Einde periode     | Prijzen | Opmerkingen/Wijze van vertrek                  |
| -------------------- | ----------------- | ---------------- | ----------------- | ------- | ---------------------------------------------- |
| Andon Dončevski      | Noord-Macedonië   | 13 oktober 1993  | 15 november 1995  |         |                                                |
| Gjoko Hadžievski     | Noord-Macedonië   | 15 maart 1996    | 31 december 1999  |         |                                                |
| Dragan Kanatlarovski | Noord-Macedonië   | 5 september 1999 | 28 maart 2001     |         | Ontslagen                                      |
| Gjore Jovanovski     | Noord-Macedonië   | 1 mei 2001       | 15 januari 2002   |         |                                                |
| Nikola Ilievski      | Noord-Macedonië   | 27 maart 2002    | 30 juli 2003      |         |                                                |
| Dragan Kanatlarovski | Noord-Macedonië   | 12 augustus 2003 | 13 februari 2005  |         | Ontslag genomen                                |
| Slobodan Santrač     | Servië            | 4 maart 2005     | 23 augustus 2005  |         |                                                |
| Boban Babunski       | Noord-Macedonië   | 24 augustus 2005 | 15 februari 2006  |         | Interim                                        |
| Srečko Katanec       | Slovenië          | 16 februari 2006 | 7 april 2009      |         | Ontslag genomen, Mirsad Jonuz vervangt hem     |
| Mirsad Jonuz         | Noord-Macedonië   | 16 mei 2009      | 30 juni 2011      |         | Ontslagen                                      |
| Boban Babunski       | Noord-Macedonië   | 1 juli 2011      | 6 augustus 2011   |         | Interim, John Toshack vervangt hem             |
| John Toshack         | Wales             | 7 augustus 2011  | 13 augustus 2012  |         | Ontslagen                                      |
| Goce Sedloski        | Noord-Macedonië   | 15 augustus 2012 | 15 augustus 2012  |         | Interim, Čedomir Janevski vervangt hem         |
| Čedomir Janevski     | Noord-Macedonië   | 21 augustus 2012 | 27 september 2013 |         | Ontslag genomen                                |
| Zoran Stratev        | Noord-Macedonië   | 11 oktober 2013  | 15 oktober 2013   |         | Interim, Boško Gjurovski vervangt hem          |
| Boško Gjurovski      | Noord-Macedonië   | 1 januari 2014   | 7 april 2015      |         | Ontslagen, Ljubinko Drulović vervangt hem      |
| Ljubinko Drulović    | Servië            | 23 april 2015    | 15 oktober 2015   |         | Ontslag genomen, Igor Angelovski vervangt hem  |
| Igor Angelovski      | Noord-Macedonië   | 16 oktober 2015  | 31 juli 2021      |         | Ontslag genomen, Blagoja Milevski vervangt hem |
| Blagoja Milevski     | Noord-Macedonië   | 1 augustus 2021  |                   |         |                                                |

FFM · A-internationals · Bondscoaches · Statistieken · Macedonisch vrouwenelftal · Olympisch elftal · Noord-Macedonië U21 · Noord-Macedonië U20 · Noord-Macedonië U19 · Noord-Macedonië U18 · Noord-Macedonië U17 · Noord-Macedonië U16
1993 – 1999 ·
2000 – 2009 ·
2010 – 2019 ·
2020 − 2029
EK 2020
1993 · 
1994 · 
1995 · 
1996 · 
1997 · 
1998 · 
1999 · 
2000 · 
2001 · 
2002 · 
2003 · 
2004 · 
2005 · 
2006 · 
2007 · 
2008 · 
2009 · 
2010 · 
2011 · 
2012 · 
2013 · 
2014 · 
2015 · 
2016 ·
2017 ·
2018 ·
2019 ·
2020 ·
2021 ·
2022 ·
2023
Albanië ·
Andorra ·
Angola ·
Armenië ·
Australië ·
Azerbeidzjan ·
Bahrein ·
België ·
Bosnië en Herzegovina ·
Bulgarije ·
Canada ·
China ·
Cyprus ·
Denemarken ·
Duitsland ·
Ecuador ·
Egypte ·
Engeland ·
Estland ·
Faeröer ·
Finland ·
Georgië ·
Gibraltar ·
Hongarije ·
Ierland ·
IJsland ·
Iran ·
Israël ·
Italië ·
Jamaica ·
Joegoslavië ·
Kameroen ·
Kazachstan ·
Kosovo ·
Kroatië ·
Letland ·
Libanon ·
Liechtenstein ·
Litouwen ·
Luxemburg ·
Malta ·
Moldavië ·
Montenegro ·
Nederland ·
Nigeria ·
Noorwegen ·
Oekraïne ·
Oman ·
Oostenrijk ·
Paraguay ·
Polen ·
Portugal ·
Qatar ·
Roemenië ·
Rusland ·
Saoedi-Arabië ·
Schotland ·
Servië ·
Slovenië ·
Slowakije ·
Spanje ·
Tsjechië ·
Turkije ·
Verenigde Staten ·
Wales ·
Wit-Rusland · 
Zuid-Korea ·
Zweden
Nederland (2021) · 
Oekraïne (2021) · 
Oostenrijk (2021)